# Carolina van Oranje-Nassau

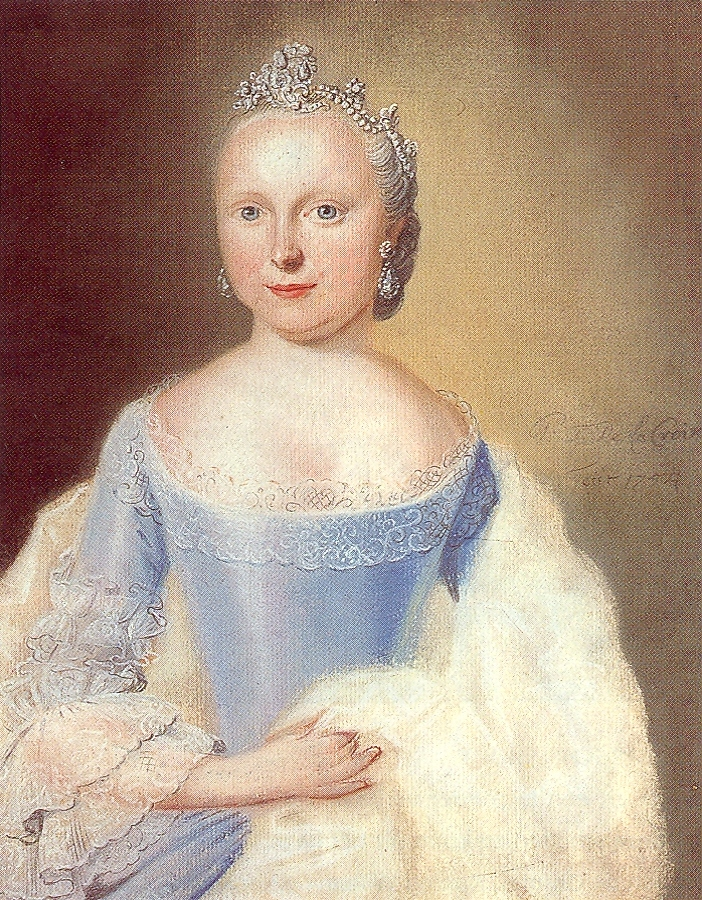
Een portret van een jeugdige Carolina

 Carolina van Oranje-Nassau (Leeuwarden, 28 februari 1743 — Kirchheimbolanden, 6 mei 1787) was een dochter van stadhouder Willem IV en prinses Anna van Hannover. Zij werd als derde kind in Leeuwarden geboren nadat de eerste twee kinderen reeds waren overleden en kreeg de naam van haar overleden grootmoeder Caroline van Brandenburg-Ansbach, koningin van Groot-Brittannië.

## Biografie
Carolina was de oudere zuster van Willem Batavus van Oranje-Nassau, de latere stadhouder Willem V. Willem IV was reeds erfstadhouder en in 1747 werd bepaald dat het stadhouderschap ook in de vrouwelijke lijn kon worden doorgegeven. Daarom had Carolina in 1759 bij haar verloving toestemming nodig van de Staten-Generaal, een verzoek dat nog door haar moeder de gouvernante kort voor haar overlijden werd gedaan. Het leverde nogal wat gesteggel op, omdat de bruidegom luthers was, en de staatsregeling van 1747 eiste dat de leden van het Huis van Oranje-Nassau de "openbare godsdienst" beleden. De Ridderschap van Utrecht als ook een aantal Hollandse steden stemden tegen. De grootvader van Carolina aan moederszijde, de Engelse koning George II, gaf toestemming voor het huwelijk en dat gaf voor de Staten-Generaal de doorslag om vóór te stemmen. Carolina bezat een eigen buitenplaats te Oranjewoud, genaamd Carolinenburg.
Op 5 maart 1760 trouwde Carolina met vorst Karel Christiaan van Nassau-Weilburg. Het echtpaar vestigde zich in Den Haag, en liet er een paleisje bouwen (thans de Koninklijke Schouwburg). Carolina was zeer muzikaal.
Carolina en Karel Christiaan kregen vijftien kinderen, van wie er twee in de koninklijke grafkelder in de Nieuwe Kerk in Delft begraven liggen. Hun zoon Frederik Willem van Nassau-Weilburg (1768-1816) zette de lijn voort, die uiteindelijk via een vrouwelijke lijn leidde tot Hendrik van Nassau-Weilburg, de huidige groothertog van Luxemburg. In de vrouwelijke lijn werd hun kleindochter Emma van Anhalt-Bernburg-Schaumburg-Hoym de grootmoeder van Emma van Waldeck-Pyrmont, koningin-gemalin der Nederlanden. De huidige Nederlandse koning Willem Alexander stamt dus rechtstreeks van hen af. Ook de huidige Britse koning Charles III, de Spaanse koning Felipe VI, de Noorse koning Harald V, de Belgische koning Filip en de Zweedse koning Karel XVI Gustaaf stammen van Carolina af.
Nog in de grondwet van 1917 werd bepaald dat de erfgenamen van Carolina het koningschap van Nederland konden bekleden:

Artikel 15.

Bij ontstentenis van een opvolger, krachtens een der vier voorgaande artikelen tot de Kroon geregtigd, gaat deze over op de wettige mannelijke uit mannen gekomen nakomelingen van wijlen Prinses CAROLINA VAN ORANJE, zuster van wijlen Prins WILLEM DEN VIJFDE en gemalin van wijlen den Prins van Nassau-Weilburg, op gelijke wijze als in artikel 11 ten opzigte van de nakomelingen van wijlen Koning WILLEM FREDERIK, Prins van Oranje-Nassau, is bepaald.

Carolina stierf op 44-jarige leeftijd in Kirchheimbolanden.

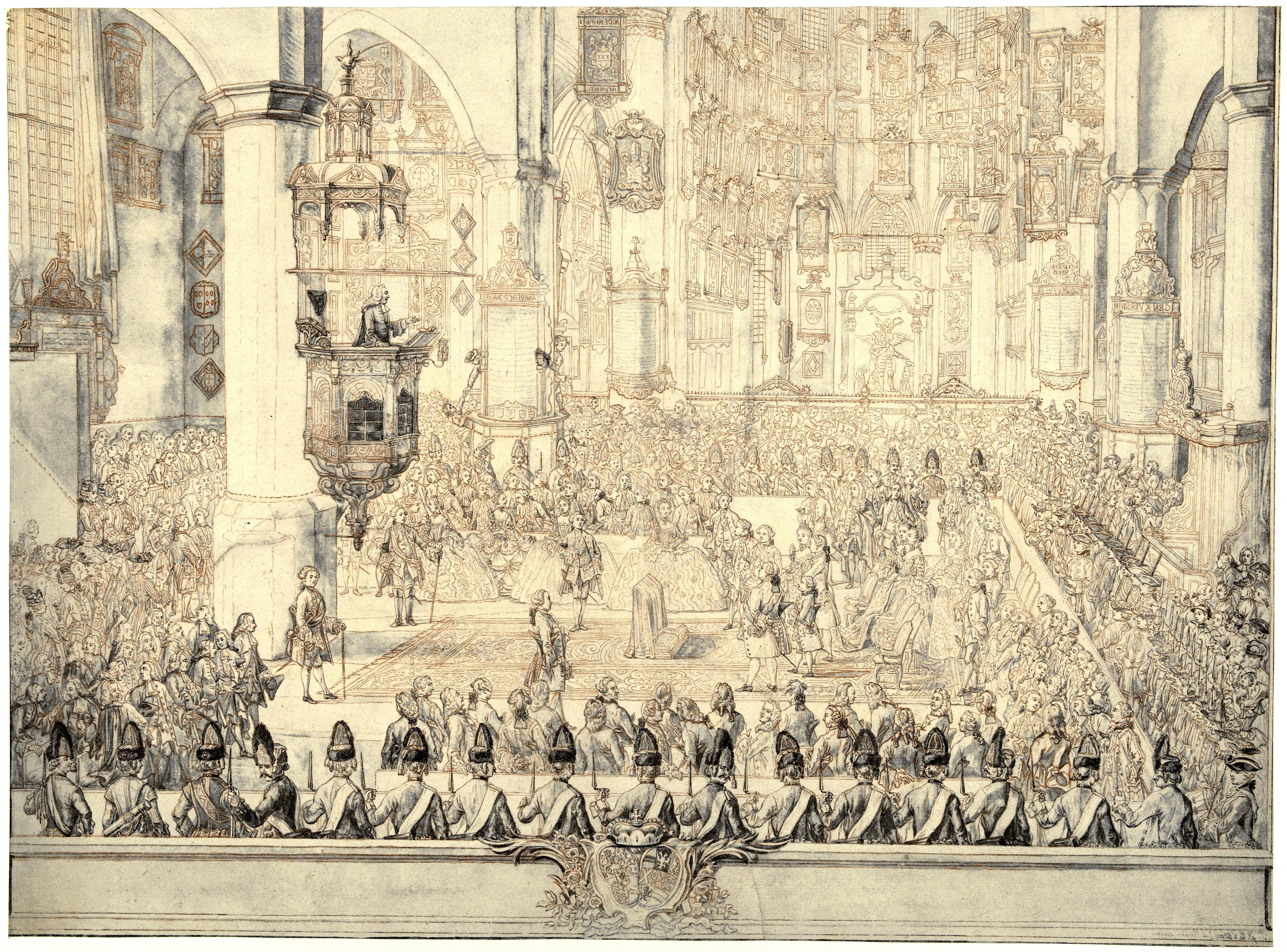
Het huwelijk van Karel Christiaan en Carolina in de Grote Kerk te Den Haag
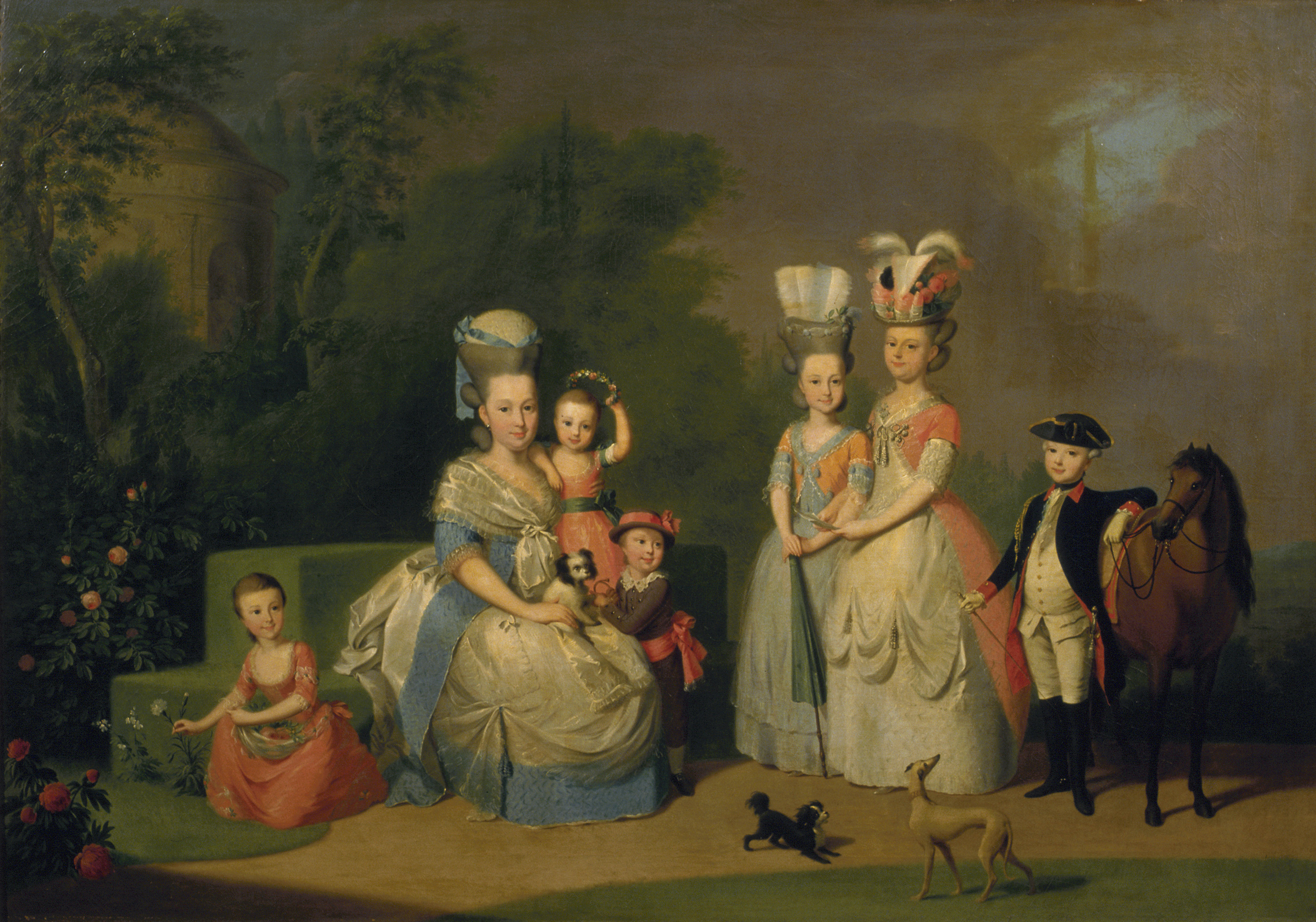
Carolina van Oranje-Nassau met haar kinderen ca. 1777-1778
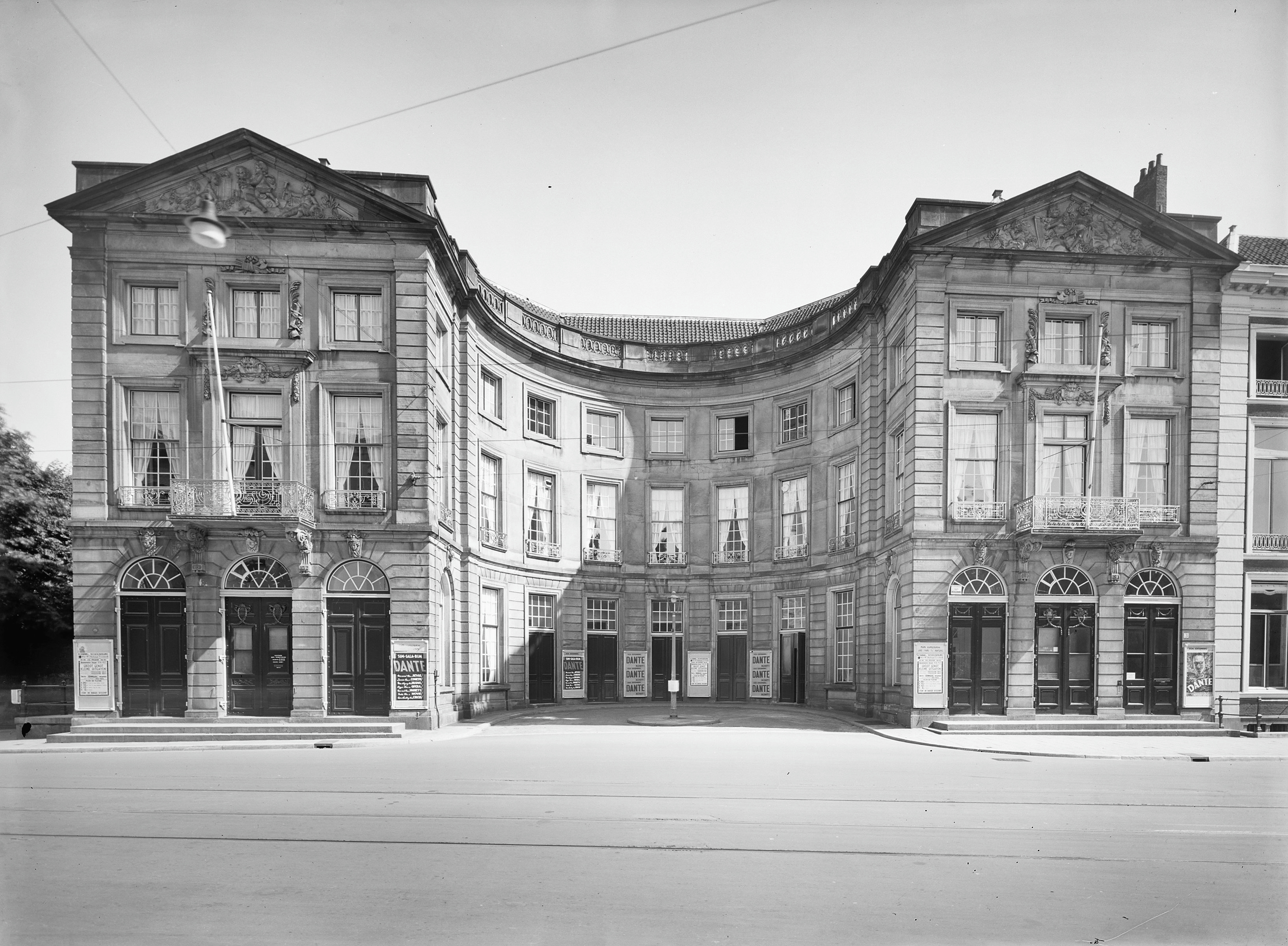
Het stadspaleis van Karel Christiaan in Den Haag, thans de Koninklijke Schouwburg
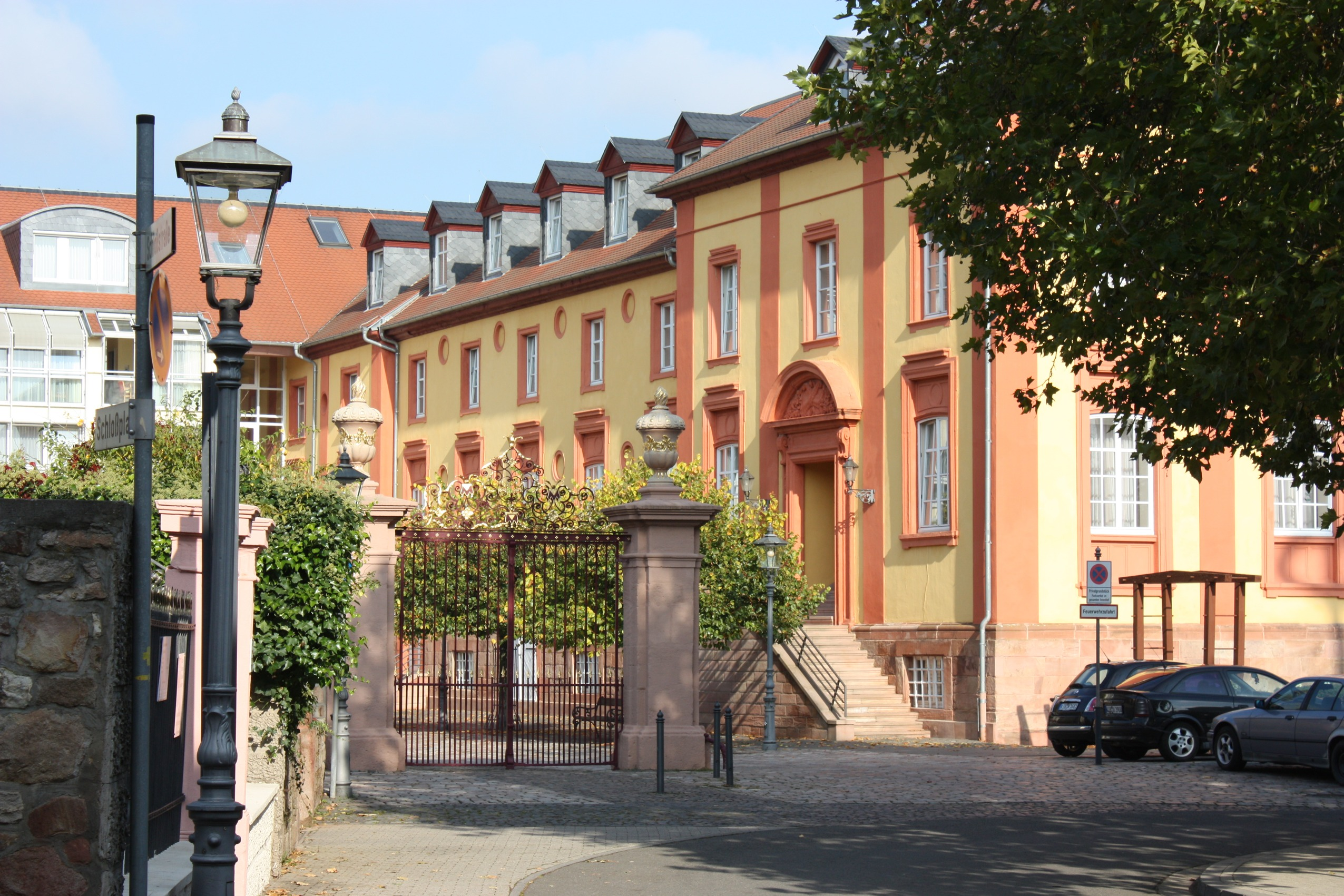
De bewaard gebleven vleugel van Slot Kirchheimbolanden, thans een verzorgingstehuis

## Huwelijk en kinderen
Carolina huwde te Den Haag op 5 maart 1760 met Karel Christiaan van Nassau-Weilburg (Weilburg, 16 januari 1735 - Münsterdreisen bij Kirchheim, 28 november 1788).

Uit dit huwelijk werden de volgende kinderen geboren:
1. George Willem Belgicus (Den Haag, 18 december 1760[8] - Paleis Honselaarsdijk, 27 mei 1762).[9]
2. Willem Lodewijk Karel[10] (Den Haag, 12 december 1761[1][2][5] - Kirchheim, 16 april 1770).[11]
3. Augusta Maria Carolina[12] (Den Haag, 6 februari 1764[13] - Weilburg, 25 januari 1802).[14]
4. Wilhelmina Louise (Den Haag, 28 september 1765[1][2][5][15] - Greiz, 10 oktober 1837),[1][2][15] huwde te Kirchheimbolanden op 9 januari 1786[16] met vorst Hendrik XIII Reuß (Oudere Linie) (Greiz, 16 februari 1747 - Greiz, 29 januari 1817).[15]
5. Doodgeboren zoon (Den Haag, 22 oktober 1767).[17]
6. Frederik Willem (Den Haag, 25 oktober 1768 - Weilburg, 9 januari 1816), volgde zijn vader op.[1][2][5]
7. Carolina Louise Frederica (Kirchheimbolanden, 14 februari 1770[1][2][5] - Wiesbaden, 8 juli 1828),[18] huwde te Kirchheim op 4 september 1787[19] met vorst Karel Lodewijk Frederik Alexander van Wied-Runkel (Dierdorf, 9 september 1763 - Dierdorf, 9 maart 1824).[2]
8. Karel Lodewijk (Kirchheimbolanden, 19 juli 1772[20] - Kirchheimbolanden, 25 juli 1772).[21]
9. Karel Frederik Willem (Kirchheimbolanden, 1 mei 1775[1][2][5] - Weilburg, 11 mei 1807).[22]
10. Amalia Charlotte Wilhelmina Louise (Kirchheimbolanden, 6 augustus 1776[23] - Schaumburg an der Lahn, 19 februari 1841),[1][2][24][25] huwde eerst te Weilburg op 29 oktober 1793[1][2][24][25] met vorst Victor II Karel Frederik van Anhalt-Bernburg-Schaumburg-Hoym (Schaumburg, 2 november 1767[2][5][24][25] - Schaumburg, 22 april 1812),[2][24][25] en daarna te Slot Schaumburg op 15 februari 1813[26] met baron Friedrich von Stein-Liebenstein zu Barchfeld (14 februari 1777 - 4 december 1849).[2][5]
11. Doodgeboren dochter (Kirchheim, 21 oktober 1778).[27]
12. Kind (1779 - 1779).[28]
13. Henriëtte (Kirchheimbolanden, 22 april 1780[29] - Kirchheim unter Teck, 2 januari 1857),[30] huwde te Schloss Eremitage bij Bayreuth op 28 januari 1797[31] met hertog Lodewijk Frederik Alexander van Württemberg (Treptow an der Rega, 30 augustus 1756 - Kirchheim unter Teck, 20 september 1817).[2][24][32]
14. Kind (.. november 1784 - kort nadien overleden).[33]
15. Kind (.. november 1785 - kort nadien overleden).[34]

## Kwartierstaat
| Hendrik Casimir II van Nassau-Dietz (1657–1696) | Hendrik Casimir II van Nassau-Dietz (1657–1696) | Hendrik Casimir II van Nassau-Dietz (1657–1696) | Hendrik Casimir II van Nassau-Dietz (1657–1696) | Hendrik Casimir II van Nassau-Dietz (1657–1696) | Hendrik Casimir II van Nassau-Dietz (1657–1696) | Henriëtte Amalia van Anhalt-Dessau (1666−1726)  | Henriëtte Amalia van Anhalt-Dessau (1666−1726)  | Henriëtte Amalia van Anhalt-Dessau (1666−1726)  | Henriëtte Amalia van Anhalt-Dessau (1666−1726)  | Henriëtte Amalia van Anhalt-Dessau (1666−1726) | Henriëtte Amalia van Anhalt-Dessau (1666−1726) |                                         |                                         | Karel van Hessen-Kassel (1654-1730)     | Karel van Hessen-Kassel (1654-1730)     | Karel van Hessen-Kassel (1654-1730)        | Karel van Hessen-Kassel (1654-1730)        | Karel van Hessen-Kassel (1654-1730)        | Karel van Hessen-Kassel (1654-1730)        | Maria Anna van Koerland (1653–1711)        | Maria Anna van Koerland (1653–1711)        | Maria Anna van Koerland (1653–1711) | Maria Anna van Koerland (1653–1711) | Maria Anna van Koerland (1653–1711) | Maria Anna van Koerland (1653–1711) |                                    |                                    | George I van Groot-Brittannië (1660-1727) | George I van Groot-Brittannië (1660-1727) | George I van Groot-Brittannië (1660-1727) | George I van Groot-Brittannië (1660-1727) | George I van Groot-Brittannië (1660-1727)  | George I van Groot-Brittannië (1660-1727)  | Sophia Dorothea van Celle (1666–1727)      | Sophia Dorothea van Celle (1666–1727)      | Sophia Dorothea van Celle (1666–1727)      | Sophia Dorothea van Celle (1666–1727)      | Sophia Dorothea van Celle (1666–1727)  | Sophia Dorothea van Celle (1666–1727)  |                               |                               | Johan Frederik van Brandenburg-Ansbach (1654-1686) | Johan Frederik van Brandenburg-Ansbach (1654-1686) | Johan Frederik van Brandenburg-Ansbach (1654-1686) | Johan Frederik van Brandenburg-Ansbach (1654-1686) | Johan Frederik van Brandenburg-Ansbach (1654-1686) | Johan Frederik van Brandenburg-Ansbach (1654-1686) | Eleonora Erdmuthe Louisa van Saksen-Eisenach (1662-1696) | Eleonora Erdmuthe Louisa van Saksen-Eisenach (1662-1696) | Eleonora Erdmuthe Louisa van Saksen-Eisenach (1662-1696) | Eleonora Erdmuthe Louisa van Saksen-Eisenach (1662-1696) | Eleonora Erdmuthe Louisa van Saksen-Eisenach (1662-1696) | Eleonora Erdmuthe Louisa van Saksen-Eisenach (1662-1696) |  |  |  |  |  |  |  |  |  |  |  |  |  |  |  |  |  |  |  |  |  |  |  |  |  |  |  |  |  |  |  |  |  |  |  |  |  |  |  |  |  |  |  |  |  |  |  |  |
| Hendrik Casimir II van Nassau-Dietz (1657–1696) | Hendrik Casimir II van Nassau-Dietz (1657–1696) | Hendrik Casimir II van Nassau-Dietz (1657–1696) | Hendrik Casimir II van Nassau-Dietz (1657–1696) | Hendrik Casimir II van Nassau-Dietz (1657–1696) | Hendrik Casimir II van Nassau-Dietz (1657–1696) | Henriëtte Amalia van Anhalt-Dessau (1666−1726)  | Henriëtte Amalia van Anhalt-Dessau (1666−1726)  | Henriëtte Amalia van Anhalt-Dessau (1666−1726)  | Henriëtte Amalia van Anhalt-Dessau (1666−1726)  | Henriëtte Amalia van Anhalt-Dessau (1666−1726) | Henriëtte Amalia van Anhalt-Dessau (1666−1726) |                                         |                                         | Karel van Hessen-Kassel (1654-1730)     | Karel van Hessen-Kassel (1654-1730)     | Karel van Hessen-Kassel (1654-1730)        | Karel van Hessen-Kassel (1654-1730)        | Karel van Hessen-Kassel (1654-1730)        | Karel van Hessen-Kassel (1654-1730)        | Maria Anna van Koerland (1653–1711)        | Maria Anna van Koerland (1653–1711)        | Maria Anna van Koerland (1653–1711) | Maria Anna van Koerland (1653–1711) | Maria Anna van Koerland (1653–1711) | Maria Anna van Koerland (1653–1711) |                                    |                                    | George I van Groot-Brittannië (1660-1727) | George I van Groot-Brittannië (1660-1727) | George I van Groot-Brittannië (1660-1727) | George I van Groot-Brittannië (1660-1727) | George I van Groot-Brittannië (1660-1727)  | George I van Groot-Brittannië (1660-1727)  | Sophia Dorothea van Celle (1666–1727)      | Sophia Dorothea van Celle (1666–1727)      | Sophia Dorothea van Celle (1666–1727)      | Sophia Dorothea van Celle (1666–1727)      | Sophia Dorothea van Celle (1666–1727)  | Sophia Dorothea van Celle (1666–1727)  |                               |                               | Johan Frederik van Brandenburg-Ansbach (1654-1686) | Johan Frederik van Brandenburg-Ansbach (1654-1686) | Johan Frederik van Brandenburg-Ansbach (1654-1686) | Johan Frederik van Brandenburg-Ansbach (1654-1686) | Johan Frederik van Brandenburg-Ansbach (1654-1686) | Johan Frederik van Brandenburg-Ansbach (1654-1686) | Eleonora Erdmuthe Louisa van Saksen-Eisenach (1662-1696) | Eleonora Erdmuthe Louisa van Saksen-Eisenach (1662-1696) | Eleonora Erdmuthe Louisa van Saksen-Eisenach (1662-1696) | Eleonora Erdmuthe Louisa van Saksen-Eisenach (1662-1696) | Eleonora Erdmuthe Louisa van Saksen-Eisenach (1662-1696) | Eleonora Erdmuthe Louisa van Saksen-Eisenach (1662-1696) |  |  |  |  |  |  |  |  |  |  |  |  |  |  |  |  |  |  |  |  |  |  |  |  |  |  |  |  |  |  |  |  |  |  |  |  |  |  |  |  |  |  |  |  |  |  |  |  |
|                                                 |                                                 |                                                 |                                                 |                                                 |                                                 |                                                 |                                                 |                                                 |                                                 |                                                |                                                |                                         |                                         |                                         |                                         |                                            |                                            |                                            |                                            |                                            |                                            |                                     |                                     |                                     |                                     |                                    |                                    |                                           |                                           |                                           |                                           |                                            |                                            |                                            |                                            |                                            |                                            |                                        |                                        |                               |                               |                                                    |                                                    |                                                    |                                                    |                                                    |                                                    |                                                          |                                                          |                                                          |                                                          |                                                          |                                                          |  |  |  |  |  |  |  |  |  |  |  |  |  |  |  |  |  |  |  |  |  |  |  |  |  |  |  |  |  |  |  |  |  |  |  |  |  |  |  |  |  |  |  |  |  |  |  |  |
|                                                 |                                                 |                                                 |                                                 | Johan Willem Friso van Nassau-Dietz (1687–1711) | Johan Willem Friso van Nassau-Dietz (1687–1711) | Johan Willem Friso van Nassau-Dietz (1687–1711) | Johan Willem Friso van Nassau-Dietz (1687–1711) | Johan Willem Friso van Nassau-Dietz (1687–1711) | Johan Willem Friso van Nassau-Dietz (1687–1711) |                                                |                                                |                                         |                                         |                                         |                                         | Maria Louise van Hessen-Kassel (1688-1765) | Maria Louise van Hessen-Kassel (1688-1765) | Maria Louise van Hessen-Kassel (1688-1765) | Maria Louise van Hessen-Kassel (1688-1765) | Maria Louise van Hessen-Kassel (1688-1765) | Maria Louise van Hessen-Kassel (1688-1765) |                                     |                                     |                                     |                                     |                                    |                                    |                                           |                                           |                                           |                                           | George II van Groot-Brittannië (1683-1760) | George II van Groot-Brittannië (1683-1760) | George II van Groot-Brittannië (1683-1760) | George II van Groot-Brittannië (1683-1760) | George II van Groot-Brittannië (1683-1760) | George II van Groot-Brittannië (1683-1760) |                                        |                                        |                               |                               |                                                    |                                                    | Caroline van Brandenburg-Ansbach (1683-1737)       | Caroline van Brandenburg-Ansbach (1683-1737)       | Caroline van Brandenburg-Ansbach (1683-1737)       | Caroline van Brandenburg-Ansbach (1683-1737)       | Caroline van Brandenburg-Ansbach (1683-1737)             | Caroline van Brandenburg-Ansbach (1683-1737)             |                                                          |                                                          |                                                          |                                                          |  |  |  |  |  |  |  |  |  |  |  |  |  |  |  |  |  |  |  |  |  |  |  |  |  |  |  |  |  |  |  |  |  |  |  |  |  |  |  |  |  |  |  |  |  |  |  |  |
|                                                 |                                                 |                                                 |                                                 | Johan Willem Friso van Nassau-Dietz (1687–1711) | Johan Willem Friso van Nassau-Dietz (1687–1711) | Johan Willem Friso van Nassau-Dietz (1687–1711) | Johan Willem Friso van Nassau-Dietz (1687–1711) | Johan Willem Friso van Nassau-Dietz (1687–1711) | Johan Willem Friso van Nassau-Dietz (1687–1711) |                                                |                                                |                                         |                                         |                                         |                                         | Maria Louise van Hessen-Kassel (1688-1765) | Maria Louise van Hessen-Kassel (1688-1765) | Maria Louise van Hessen-Kassel (1688-1765) | Maria Louise van Hessen-Kassel (1688-1765) | Maria Louise van Hessen-Kassel (1688-1765) | Maria Louise van Hessen-Kassel (1688-1765) |                                     |                                     |                                     |                                     |                                    |                                    |                                           |                                           |                                           |                                           | George II van Groot-Brittannië (1683-1760) | George II van Groot-Brittannië (1683-1760) | George II van Groot-Brittannië (1683-1760) | George II van Groot-Brittannië (1683-1760) | George II van Groot-Brittannië (1683-1760) | George II van Groot-Brittannië (1683-1760) |                                        |                                        |                               |                               |                                                    |                                                    | Caroline van Brandenburg-Ansbach (1683-1737)       | Caroline van Brandenburg-Ansbach (1683-1737)       | Caroline van Brandenburg-Ansbach (1683-1737)       | Caroline van Brandenburg-Ansbach (1683-1737)       | Caroline van Brandenburg-Ansbach (1683-1737)             | Caroline van Brandenburg-Ansbach (1683-1737)             |                                                          |                                                          |                                                          |                                                          |  |  |  |  |  |  |  |  |  |  |  |  |  |  |  |  |  |  |  |  |  |  |  |  |  |  |  |  |  |  |  |  |  |  |  |  |  |  |  |  |  |  |  |  |  |  |  |  |
|                                                 |                                                 |                                                 |                                                 |                                                 |                                                 |                                                 |                                                 |                                                 |                                                 | Willem IV van Oranje-Nassau (1711-1751)        | Willem IV van Oranje-Nassau (1711-1751)        | Willem IV van Oranje-Nassau (1711-1751) | Willem IV van Oranje-Nassau (1711-1751) | Willem IV van Oranje-Nassau (1711-1751) | Willem IV van Oranje-Nassau (1711-1751) |                                            |                                            |                                            |                                            |                                            |                                            |                                     |                                     |                                     |                                     |                                    |                                    |                                           |                                           |                                           |                                           |                                            |                                            |                                            |                                            |                                            |                                            | Anna van Hannover (1709-1759)          | Anna van Hannover (1709-1759)          | Anna van Hannover (1709-1759) | Anna van Hannover (1709-1759) | Anna van Hannover (1709-1759)                      | Anna van Hannover (1709-1759)                      |                                                    |                                                    |                                                    |                                                    |                                                          |                                                          |                                                          |                                                          |                                                          |                                                          |  |  |  |  |  |  |  |  |  |  |  |  |  |  |  |  |  |  |  |  |  |  |  |  |  |  |  |  |  |  |  |  |  |  |  |  |  |  |  |  |  |  |  |  |  |  |  |  |
|                                                 |                                                 |                                                 |                                                 |                                                 |                                                 |                                                 |                                                 |                                                 |                                                 | Willem IV van Oranje-Nassau (1711-1751)        | Willem IV van Oranje-Nassau (1711-1751)        | Willem IV van Oranje-Nassau (1711-1751) | Willem IV van Oranje-Nassau (1711-1751) | Willem IV van Oranje-Nassau (1711-1751) | Willem IV van Oranje-Nassau (1711-1751) |                                            |                                            |                                            |                                            |                                            |                                            |                                     |                                     |                                     |                                     |                                    |                                    |                                           |                                           |                                           |                                           |                                            |                                            |                                            |                                            |                                            |                                            | Anna van Hannover (1709-1759)          | Anna van Hannover (1709-1759)          | Anna van Hannover (1709-1759) | Anna van Hannover (1709-1759) | Anna van Hannover (1709-1759)                      | Anna van Hannover (1709-1759)                      |                                                    |                                                    |                                                    |                                                    |                                                          |                                                          |                                                          |                                                          |                                                          |                                                          |  |  |  |  |  |  |  |  |  |  |  |  |  |  |  |  |  |  |  |  |  |  |  |  |  |  |  |  |  |  |  |  |  |  |  |  |  |  |  |  |  |  |  |  |  |  |  |  |
|                                                 |                                                 |                                                 |                                                 |                                                 |                                                 |                                                 |                                                 |                                                 |                                                 |                                                |                                                |                                         |                                         |                                         |                                         |                                            |                                            |                                            |                                            |                                            |                                            |                                     |                                     |                                     |                                     |                                    |                                    |                                           |                                           |                                           |                                           |                                            |                                            |                                            |                                            |                                            |                                            |                                        |                                        |                               |                               |                                                    |                                                    |                                                    |                                                    |                                                    |                                                    |                                                          |                                                          |                                                          |                                                          |                                                          |                                                          |  |  |  |  |  |  |  |  |  |  |  |  |  |  |  |  |  |  |  |  |  |  |  |  |  |  |  |  |  |  |  |  |  |  |  |  |  |  |  |  |  |  |  |  |  |  |  |  |
|                                                 |                                                 |                                                 |                                                 |                                                 |                                                 |                                                 |                                                 |                                                 |                                                 |                                                |                                                |                                         |                                         |                                         |                                         |                                            |                                            |                                            |                                            |                                            |                                            |                                     |                                     |                                     |                                     |                                    |                                    |                                           |                                           |                                           |                                           |                                            |                                            |                                            |                                            |                                            |                                            |                                        |                                        |                               |                               |                                                    |                                                    |                                                    |                                                    |                                                    |                                                    |                                                          |                                                          |                                                          |                                                          |                                                          |                                                          |  |  |  |  |  |  |  |  |  |  |  |  |  |  |  |  |  |  |  |  |  |  |  |  |  |  |  |  |  |  |  |  |  |  |  |  |  |  |  |  |  |  |  |  |  |  |  |  |
|                                                 |                                                 |                                                 |                                                 |                                                 |                                                 |                                                 |                                                 |                                                 |                                                 |                                                |                                                |                                         |                                         | Carolina van Oranje-Nassau (1743–1787)  | Carolina van Oranje-Nassau (1743–1787)  | Carolina van Oranje-Nassau (1743–1787)     | Carolina van Oranje-Nassau (1743–1787)     | Carolina van Oranje-Nassau (1743–1787)     | Carolina van Oranje-Nassau (1743–1787)     |                                            |                                            |                                     |                                     | Anna van Oranje-Nassau (1746–1746)  | Anna van Oranje-Nassau (1746–1746)  | Anna van Oranje-Nassau (1746–1746) | Anna van Oranje-Nassau (1746–1746) | Anna van Oranje-Nassau (1746–1746)        | Anna van Oranje-Nassau (1746–1746)        |                                           |                                           |                                            |                                            | Willem V van Oranje-Nassau (1748–1806)     | Willem V van Oranje-Nassau (1748–1806)     | Willem V van Oranje-Nassau (1748–1806)     | Willem V van Oranje-Nassau (1748–1806)     | Willem V van Oranje-Nassau (1748–1806) | Willem V van Oranje-Nassau (1748–1806) |                               |                               |                                                    |                                                    |                                                    |                                                    |                                                    |                                                    |                                                          |                                                          |                                                          |                                                          |                                                          |                                                          |  |  |  |  |  |  |  |  |  |  |  |  |  |  |  |  |  |  |  |  |  |  |  |  |  |  |  |  |  |  |  |  |  |  |  |  |  |  |  |  |  |  |  |  |  |  |  |  |